# Rupen Semerciyan
Rupen Semerciyan (* 1. Januar 1904; † unbekannt) war ein türkischer Basketballspieler und -trainer armenischer Abstammung. Er war der erste Trainer der türkischen Basketballnationalmannschaft und übte diesen Posten von 1935 bis 1938 aus.
Seine Basketballkarriere begann Rupen Semerciyan am Robert College in Istanbul. In den 1930er Jahren wurde Semerciyan wegen seiner Erfolge bei den Studien zur Einführung und Förderung des Basketballs in der Türkei von der Nationalen Sportorganisation der Türkei (Türkiye Milli Spor Teşkilatı) damit beauftragt, die türkische Basketballnationalmannschaft zu gründen. Zwischen 1935 und 1938 war er zugleich der erste Trainer der Basketballnationalmannschaft der Türkei. Bei den Olympischen Spielen in Berlin 1936 leitete er die türkische Basketballnationalmannschaft und war Schiedsrichter beim Platzierungsspiel der Plätze 5 bis 8 zwischen den Philippinen und Italien. In der Türkei spielte er zudem eine grundlegende Rolle beim Schiedsrichterverfahren im Basketball. Seit 1989 finden jedes Jahr nach ihm benannte Basketballturniere statt.
Er wurde Staatsbürger der Sowjetunion mit Sitz in der Armenischen Sozialistischen Sowjetrepublik.